# Claus Jørgen Schnell
Claus Jørgen (eller Jørgensen) Schnell (5. april 1702 i Christiania – 9. marts 1783 sammesteds) var en dansk-norsk officer.
Schnell var søn af foged i Telemarken Jørgen Schnell, hvis slægt stammede fra Haderslev, og Magdalene Matthisdatter. Han blev fændrik ved 2. bergenhusiske Regiment 1719, sekondløjtnant reformé i Livgarden til Fods 1722, premierløjtnant 1728, forlod Livgarden, da han 1735 blev kaptajn og kompagnichef ved 2. vesterlenske Regiment, fik samme år majors karakter, blev 1737 forsat til 2. akershusiske og året efter til slesvigske nationale Regiment; oberstløjtnant 1746 (anciennitet fra 1743), forsat til møenske gevorbne Regiment 1747, obersts karakter 1751 (anciennitet fra 1750), chef for 2. smålenske Regiment 1760, generalmajor 1761 og samme år chef for nordenfjeldske gevorbne Infanteriregiment, 1. deputeret i Generalitets- og Kommissariatskollegiet i Christiania fra dettes oprettelse i 1767. Da der i årene 1767-72 ikke var udnævnt nogen kommanderende general i Norge, udførte nævnte kollegium i disse år den kommanderende generals forretninger. Schnell blev Ridder af Dannebrog 1768 (med valgsproget: Gud, Kongen og min Pligt skal alene være min Hensigt) og generalløjtnant 1772, var fra 1777 fritaget for at føre kommandoen over sit regiment, for hvilket Hans Jacob Henning Hesselberg senere gjorde tjeneste som kommandør. Schnell forblev dog stående som regimentets chef til 1781 og beholdt chefsgagen til sin død, der indtraf i Christiania 9. marts 1783.
Schnell var 2 gange gift: 1. gang 1741 med Sophie Margrethe f. von Reventlow (død 1748), datter af oberstløjtnant, hofmester på Glücksborg Engel Christoph von Reventlow; 2. gang 1750 med Hedevig Margrethe f. Müller (1722-1779), datter af major Christian Carl Müller til Tyrrestrup.